# Polnische Meisterschaften im Naturbahnrodeln 2010
Die Polnischen Meisterschaften im Naturbahnrodeln 2010 fanden vom 13. bis 14. Februar auf der 1050 Meter langen Naturrodelbahn in Gołdap in der Woiwodschaft Ermland-Masuren statt.

## Einsitzer Herren
| Rang | Name                | Klub                               | Jahrgang | Zeit 1.     | Zeit 2.     | Gesamt      |
| ---- | ------------------- | ---------------------------------- | -------- | ----------- | ----------- | ----------- |
| 01   | Adam Jędrzejko      | KSS Beskidy Bielsko-Biała          | 1987     | 1:03,44 min | 1:03,16 min | 2:06,60 min |
| 02   | Damian Waniczek     | LKS Jastrząb Szczyrk               | 1981     | 1:04,67 min | 1:04,32 min | 2:08,99 min |
| 03   | Łukasz Goryl        | ULKS Lipowiec Czechowice-Dziedzice | 1992     | 1:04,55 min | 1:05,07 min | 2:09,62 min |
| 04   | Piotr Banach        | ULKS Łoś Gołdap                    | 1992     | 1:06,22 min | 1:06,79 min | 2:13,01 min |
| 05   | Dawid Jachnicki     | KSS Beskidy Bielsko-Biała          | 1991     | 1:06,29 min | 1:06,91 min | 2:13,20 min |
| 06   | Andrzej Laszczak    | LKS Jastrząb Szczyrk               | 1976     | 1:06,36 min | 1:06,86 min | 2:13,22 min |
| 07   | Damian Fender       | LKS Jastrząb Szczyrk               | 1991     | 1:07,20 min | 1:07,51 min | 2:14,71 min |
| 08   | Artur Chrobok       | ULKS Lipowiec Czechowice-Dziedzice | 1995     | 1:08,75 min | 1:08,89 min | 2:17,64 min |
| 09   | Mirosław Sojka      | ULKS Lipowiec Czechowice-Dziedzice | 1995     | 1:11,23 min | 1:10,65 min | 2:21,88 min |
| 10   | Marcin Kulbacki     | ULKS Łoś Gołdap                    | 1990     | 1:13,70 min | 1:13,41 min | 2:27,11 min |
| 11   | Sebastian Majewski  | ULKS Łoś Gołdap                    | 1992     | 1:13,99 min | 1:14,42 min | 2:28,41 min |
| 12   | Sebastian Soszka    | KSS Beskidy Bielsko-Biała          | 1993     | 1:15,14 min | 1:16,57 min | 2:31,71 min |
| 13   | Krzysztof Kopeć     | ULKS Lipowiec Czechowice-Dziedzice | 1994     | 1:20,15 min | 1:15,12 min | 2:35,27 min |
| 14   | Bartosz Czyż        | ULKS Lipowiec Czechowice-Dziedzice | 1995     | 1:18,48 min | 1:21,06 min | 2:39,54 min |
| 15   | Tomasz Kiszycki     | ULKS Łoś Gołdap                    | 1993     | 1:27,09 min | 1:15,95 min | 2:43,04 min |
| 16   | Rafał Barszczewski  | ULKS Łoś Gołdap                    | 1994     | 1:32,98 min | 1:22,57 min | 2:55,55 min |
| 17   | Alan Wnuk           | KSS Beskidy Bielsko-Biała          | 1994     | 1:14,00 min | 2:00,42 min | 3:14,42 min |
| 18   | Patryk Mioduszewski | ULKS Łoś Gołdap                    | 1992     | 1:24,33 min | 2:19,79 min | 3:44,12 min |

## Einsitzer Damen
| Rang | Name              | Klub                               | Jahrgang | Zeit 1.     | Zeit 2.     | Gesamt      |
| ---- | ----------------- | ---------------------------------- | -------- | ----------- | ----------- | ----------- |
| 1    | Wioletta Ryś      | LKS Jastrząb Szczyrk               | 1992     | 1:06,59 min | 1:06,55 min | 2:13,14 min |
| 2    | Klaudia Chowaniec | KSS Beskidy Bielsko-Biała          | 1991     | 1:08,42 min | 1:08,69 min | 2:17,11 min |
| 3    | Natalia Waniczek  | LKS Jastrząb Szczyrk               | 1991     | 1:08,92 min | 1:08,92 min | 2:17,84 min |
| 4    | Aleksandra Szuler | ULKS Łoś Gołdap                    | 1990     | 1:11,13 min | 1:10,22 min | 2:21,35 min |
| 5    | Karolina Banach   | ULKS Lipowiec Czechowice-Dziedzice | 1993     | 1:11,71 min | 1:10,98 min | 2:22,69 min |
| 6    | Patrycja Czyż     | ULKS Lipowiec Czechowice-Dziedzice | 1994     | 1:13,24 min | 1:13,08 min | 2:26,32 min |
| 7    | Judyta Ruszewska  | ULKS Łoś Gołdap                    | 1987     | 1:17,34 min | 1:17,15 min | 2:34,49 min |
| 8    | Agata Sieczkowska | ULKS Łoś Gołdap                    | 1995     | 1:23,71 min | 1:22,50 min | 2:46,21 min |
| 9    | Klaudia Banach    | ULKS Lipowiec Czechowice-Dziedzice | 1993     | 1:25,46 min | 1:26,64 min | 2:52,10 min |

## Doppelsitzer
| Rang | Namen                              | Klub                               | Jahrgang  | Zeit 1.     | Zeit 2.     | Gesamt      |
| ---- | ---------------------------------- | ---------------------------------- | --------- | ----------- | ----------- | ----------- |
| 1    | Andrzej Laszczak Damian Waniczek   | LKS Jastrząb Szczyrk               | 1976 1981 | 1:06,08 min | 1:05,75 min | 2:11,83 min |
| 2    | Adam Jędrzejko Alan Wnuk           | KSS Beskidy Bielsko-Biała          | 1987 1994 | 1:07,50 min | 1:08,15 min | 2:15,65 min |
| 3    | Łukasz Goryl Mirosław Sojka        | ULKS Lipowiec Czechowice-Dziedzice | 1992 1995 | 1:08,04 min | 1:10,95 min | 2:18,99 min |
| 4    | Dawid Jachnicki Sebastian Soszka   | KSS Beskidy Bielsko-Biała          | 1991 1993 | 1:10,45 min | 1:11,24 min | 2:21,69 min |
| 5    | Bartosz Czyż Artur Chrobok         | ULKS Lipowiec Czechowice-Dziedzice | 1995      | 1:17,48 min | 1:15,30 min | 2:32,78 min |
| 6    | Marcin Kulbacki Tomasz Kiszycki    | UKS Boćwinka ULKS Łoś Gołdap       | 1990 1993 | 1:22,49 min | 1:46,94 min | 3:09,43 min |
| 7    | Judyta Ruszewska Aleksandra Szuler | ULKS Zryw                          | 1987 1990 | 2:47,63 min | 1:43,83 min | 4:31,46 min |

## Mannschaft
| Rang | Namen                              | Klub                               | Jahrgang  | Zeit        | Gesamtzeit  |
| ---- | ---------------------------------- | ---------------------------------- | --------- | ----------- | ----------- |
| 1    | Adam Jędrzejko                     | KSS Beskidy Bielsko-Biała          | 1987      | 1:02,62 min | 3:19,98 min |
| 1    | Klaudia Chowaniec                  | KSS Beskidy Bielsko-Biała          | 1991      | 1:09,21 min | 3:19,98 min |
| 1    | Adam Jędrzejko Alan Wnuk           | KSS Beskidy Bielsko-Biała          | 1987 1994 | 1:08,15 min | 3:19,98 min |
| 2    | Damian Fender                      | LKS Jastrząb Sczcyrk               | 1991      | 1:07,86 min | 3:21,57 min |
| 2    | Wioletta Ryś                       | LKS Jastrząb Sczcyrk               | 1992      | 1:07,96 min | 3:21,57 min |
| 2    | Andrzej Laszczak Damian Waniczek   | LKS Jastrząb Sczcyrk               | 1976 1981 | 1:05,75 min | 3:21,57 min |
| 3    | Łukasz Goryl                       | ULKS Lipowiec Czechowice-Dziedzice | 1992      | 1:05,04 min | 3:27,01 min |
| 3    | Karolina Banach                    | ULKS Lipowiec Czechowice-Dziedzice | 1993      | 1:11,02 min | 3:27,01 min |
| 3    | Łukasz Goryl Mirosław Sojka        | ULKS Lipowiec Czechowice-Dziedzice | 1992 1995 | 1:10,95 min | 3:27,01 min |
| 4    | Dawid Jachnicki                    | KSS Beskidy Bielsko-Biała          | 1991      | 1:06,74 min | 3:28,70 min |
| 4    | Natalia Waniczek                   | LKS Jastrząb Szczyrk               | 1991      | 1:10,72 min | 3:28,70 min |
| 4    | Dawid Jachnicki Sebastian Soszka   | KSS Beskidy Bielsko-Biała          | 1991 1993 | 1:11,24 min | 3:28,70 min |
| 5    | Artur Chrobok                      | ULKS Lipowiec Czechowice-Dziedzice | 1995      | 1:09,70 min | 3:38,86 min |
| 5    | Patrycja Czyż                      | ULKS Lipowiec Czechowice-Dziedzice | 1994      | 1:13,86 min | 3:38,86 min |
| 5    | Artur Chrobok Bartosz Czyż         | ULKS Lipowiec Czechowice-Dziedzice | 1995      | 1:15,30 min | 3:38,86 min |
| 6    | Piotr Banach                       | ULKS Łoś Gołdap                    | 1992      | 1:47,52 min | 4:42,76 min |
| 6    | Aleksandra Szuler                  | ULKS Łoś Gołdap                    | 1990      | 1:11,41 min | 4:42,76 min |
| 6    | Judyta Ruszewska Aleksandra Szuler | ULKS Łoś Gołdap                    | 1987 1990 | 1:43,83 min | 4:42,76 min |